# Dragan Bjelogrlić
Dragan Bjelogrlić, srbski igralec, scenarist, producent in režiser, * 10. oktober 1963, Opovo, Jugoslavija.
Je oče dveh otrok. Hči Mia in sin Aleksej tudi stopata po stopinjah očeta.